# El Milà
El Milà è un comune spagnolo di 162 abitanti situato nella comunità autonoma della Catalogna.
Fa parte della comarca di Alt Camp.
L'economia si basa principalmente sull'agricoltura, sfruttando la piana irrigua. Si coltivano soprattutto nocciole e sono presenti anche vigneti e mandorleti
Menzionato nel 1194 come proprietà del vescovo di Tarragona, che ne acquisì i diritti feudali alla fine del Trecento.
Luoghi di interesse:
- "Castello": palazzo del XV secolo di pianta quadrata, tutelato come "Bene di interesse culturale".
- Chiesa di Santa Ursula, fuori del paese, costruita nel 1914 in stile neogotico. Sostituisce una chiesa più antica che andò distrutta cinque anni prima.

Le feste patronali sono il 15 maggio per Sant'Isidro e il 21 ottobre per Santa Ursula.